# Italian Hockey League - Division I 2023-2024
L'Italian Hockey League - Division I 2023-2024 è stato il terzo ed ultimo livello del Campionato italiano di hockey su ghiaccio giocato nella stagione 2023-2024.

## Formazioni
Le squadre iscritte al campionato sono calate da undici a otto, costringendo la federazione a non far disputare i due consueti gironi territoriali, bensì un unico girone.
Rispetto alla stagione precedente, oltre al Feltreghiaccio promosso in IHL al posto del Piné campione in carica, non si sono iscritti il Real Torino HC e i Fanano Miners. Gli Old Boys Milano, anche a seguito della chiusura dello Stadio del ghiaccio Agorà nel corso della stagione precedente, hanno stretto un accordo coi Diavoli Rossoneri, e si sono trasferiti a Sesto San Giovanni col nuovo nome di Hockey Club Milano Devils. Ha cambiato denominazione anche la squadra di Aosta, che per ragioni di sponsorizzazione è divenuta Ares Sport.
| Squadre iscritte alla IHL-I Division nel campionato 2023-24 | Squadre iscritte alla IHL-I Division nel campionato 2023-24 | Squadre iscritte alla IHL-I Division nel campionato 2023-24 | Squadre iscritte alla IHL-I Division nel campionato 2023-24 | Squadre iscritte alla IHL-I Division nel campionato 2023-24 |
| Club                                                        | Regione                                                     | Città                                                       | Arena                                                       | Capacità                                                    |
| ----------------------------------------------------------- | ----------------------------------------------------------- | ----------------------------------------------------------- | ----------------------------------------------------------- | ----------------------------------------------------------- |
| Ares Sport                                                  | Valle d'Aosta                                               | Aosta (AO)                                                  | Palaghiaccio di Aosta                                       | 1.381                                                       |
| Valpellice Bulldogs C                                       | Piemonte                                                    | Torre Pellice (TO)                                          | Pala Cotta Morandini                                        | 2.370                                                       |
| Chiavenna                                                   | Lombardia                                                   | Chiavenna (SO)                                              | Palaghiaccio di Chiavenna                                   | 450                                                         |
| Milano Devils                                               | Lombardia                                                   | Sesto San Giovanni (MI)                                     | PalaSesto                                                   | ?                                                           |
| Hockey Pieve                                                | Veneto                                                      | Pieve di Cadore (BL)                                        | Stadio del ghiaccio di Tai di Cadore                        | ?                                                           |
| HC Gherdëina C                                              | Trentino-Alto Adige                                         | Selva di Val Gardena (BZ)                                   | Pranives                                                    | 2.000                                                       |
| HC Piné                                                     | Trentino-Alto Adige                                         | Baselga di Piné (TN)                                        | Ice Rink Piné                                               | 1.880                                                       |
| HC Val Venosta                                              | Trentino-Alto Adige                                         | Laces (BZ)                                                  | IceForum                                                    | 400                                                         |

## Formula
La formula è variata rispetto alla stagione precedente: le squadre non sono state più suddivise in due gironi e la stagione regolare si è svolta a girone unico, con gare di andata e ritorno.
Tra gennaio e febbraio è stata invece disputata una seconda fase, che ha visto le squadre suddivise in due gironi, sulla base della classifica al termine della stagione regolare: nel girone A le squadre classificatesi prima, quarta, quinta e settima, nel girone B le restanti squadre. In questa second fase, le squadre si sono affrontate in un girone di andata e ritorno, con un punteggio bonus a seconda del piazzamento nella prima fase (5 punti per la prima classificata; 4, 3 e 2 punti rispettivamente per seconda, terza e quarta; 1 punto per quinta e sesta; nessun punto per le restanti due).
Ai play-off si sono qualificate 6 squadre: le prime classificate di ciascuno dei due gironi hanno avuto accesso direttamente alle semifinali, mentre le seconde e le terze ai pre-playoff. I pre-playoff prevedevano partite di andata e ritorno, semifinali e finali si sono disputate invece al meglio dei tre incontri.y

### Coppa Italia
Viene confermata la partecipazione delle squadre della terza serie della Coppa Italia: si qualificheranno infatti agli ottavi di finale tutte le squadre di IHL e le prime cinque squadre al termine della regular season della IHL - Division I.

## Regular season
| Pos. | Squadra                   | Pt | G  | V  | VOT | POT | P  | GF | GS  | DR  |
| ---- | ------------------------- | -- | -- | -- | --- | --- | -- | -- | --- | --- |
| 1.   | Ares Sport                | 39 | 14 | 13 | 0   | 0   | 1  | 92 | 25  | +67 |
| 2.   | Val Venosta               | 32 | 14 | 10 | 1   | 0   | 3  | 55 | 36  | +19 |
| 3.   | Piné                      | 27 | 14 | 8  | 0   | 3   | 3  | 56 | 36  | +20 |
| 4.   | Chiavenna                 | 23 | 14 | 7  | 1   | 0   | 6  | 59 | 33  | +26 |
| 5.   | Gherdëina C               | 20 | 14 | 6  | 1   | 0   | 7  | 42 | 50  | -8  |
| 6.   | Pieve di Cadore           | 15 | 14 | 5  | 0   | 0   | 9  | 38 | 50  | -12 |
| 7.   | Valpellice Bulldogs Div.I | 12 | 14 | 4  | 0   | 0   | 10 | 37 | 69  | -32 |
| 8.   | HC Devils Milano          | 0  | 14 | 0  | 0   | 0   | 14 | 25 | 105 | -80 |

Legenda:
      Ammesse al Girone A e alla Coppa Italia
      Ammesse al Girone B e alla Coppa Italia
      Ammesse al Girone A
      Ammesse al Girone B
In caso di parità di punti in classifica, i criteri per determinare le posizioni sono: 1) punti negli scontri diretti; 2) differenza reti negli scontri diretti; 3) differenza reti globale; 4) sorteggio.

## Seconda fase

### Girone A
Le squadre hanno ricevuto un bonus di punti determinato dalla posizione in classifica nei gironi della stagione regolare: 5 punti per l'Ares Sport, 2 punti per il Chiavenna, 1 punto per il Gherdëina C e 0 punti per il Valpellice Bulldogs Div. I.
| Pos. | Squadra               | Pt | G | V | VOT | POT | P | GF | GS | DR  |
| ---- | --------------------- | -- | - | - | --- | --- | - | -- | -- | --- |
| 1.   | Ares Sport            | 23 | 6 | 6 | 0   | 0   | 0 | 59 | 17 | +42 |
| 2.   | Gherdëina C           | 12 | 6 | 3 | 1   | 0   | 2 | 20 | 27 | -7  |
| 3.   | Chiavenna             | 5  | 6 | 0 | 1   | 1   | 4 | 25 | 35 | -10 |
| 4.   | Valpellice Bulldogs C | 4  | 6 | 0 | 1   | 2   | 3 | 13 | 38 | -25 |

### Girone B
Le squadre hanno ricevuto un bonus di punti determinato dalla posizione in classifica nei gironi della stagione regolare: 4 punti per il Val Venosta, 3 punti per il Piné, 1 punto per il Cadore e 0 punti per i Devils Milano.
| Pos. | Squadra         | Pt | G | V | VOT | POT | P | GF | GS | DR  |
| ---- | --------------- | -- | - | - | --- | --- | - | -- | -- | --- |
| 1.   | Piné            | 18 | 6 | 5 | 0   | 0   | 1 | 22 | 6  | +16 |
| 2.   | Val Venosta     | 13 | 6 | 3 | 0   | 0   | 3 | 31 | 15 | +16 |
| 3.   | Pieve di Cadore | 10 | 6 | 3 | 0   | 0   | 3 | 17 | 16 | +1  |
| 4.   | Devils Milano   | 3  | 6 | 1 | 0   | 0   | 5 | 11 | 44 | -33 |

Legenda:
      Ammesse alle semifinali play-off
      Ammesse ai quarti di finale dei play-off
      Eliminate
In caso di parità di punti in classifica, i criteri per determinare le posizioni sono: 1) punti negli scontri diretti; 2) differenza reti negli scontri diretti; 3) differenza reti globale; 4) sorteggio.

## Play-off

### Tabellone
|  | Pre-playoff | Pre-playoff     | Pre-playoff     | Pre-playoff | Pre-playoff |  |  | Semifinali | Semifinali      | Semifinali      | Semifinali | Semifinali |   |   | Finale | Finale     | Finale | Finale | Finale |  |
|  |             |                 |                 |             |             |  |  |            |                 |                 |            |            |   |   |        |            |        |        |        |  |
|  |             |                 |                 |             |             |  |  | 1A         | Ares Sport      | Ares Sport      | 5          | 7          |   |   |        |            |        |        |        |  |
|  | 2A          | Val Venosta     | Val Venosta     | 5           | 2           |  |  | 2A         | Val Venosta     | Val Venosta     | 3          | 4          |   |   |        |            |        |        |        |  |
|  | 3B          | Chiavenna       | Chiavenna       | 3           | 1           |  |  |            |                 |                 |            |            |   |   | 1A     | Ares Sport | 4      | 4      | 5      |  |
|  |             |                 |                 |             |             |  |  |            |                 | 1B              | Piné       | 0          | 3 | 1 |        |            |        |        |        |  |
|  |             |                 |                 |             |             |  |  | 1B         | Piné            | Piné            | 3          | 3          |   |   |        |            |        |        |        |  |
|  | 2B          | Gherdëina C     | Gherdëina C     | 0           | 1           |  |  | 3A         | Pieve di Cadore | Pieve di Cadore | 1          | 2          |   |   |        |            |        |        |        |  |
|  | 3A          | Pieve di Cadore | Pieve di Cadore | 3           | 1           |  |  |            |                 |                 |            |            |   |   |        |            |        |        |        |  |

L'Ares Sport vince il titolo di terza serie e viene promossa in Italian Hockey League.
| Ares Sport | Portieri: Lorenzo Lamberti, Gabriel Dino Montini, Alessandro Tura Difensori: Dany Taner Bahar, Alessandro Cesare De Santi, Derek Eastman, Andrea Gesumaria, Vincenzo Muià, Lorenzo Piccinelli, Savelii Sukhytskyi, Manuel Tenca (C) Attaccanti: Thomas Luca Badoglio, Edoardo Caletti, Marco Franchini, Gianmarco Fraschetta, Alex Frei, Nathan Garau, Nicholas Gianni, Brian Ihnačák, Matteo Mazzocchi, Adrian Movchan, Patrick Igor Timpone, Oleksandr Voronin Allenatore: Luca Giovinazzo |